# Андреа Дандоло
Андреа Дандоло (на италиански: Andrea Dandolo) е 54-тият венециански дож от 4 януари 1343 до смъртта си през 1354 г.
Произхожда от знатно венецианско семейство, дало още трима венециански дожове – Енрико, Джовани и Франческо.
Води война (1351 – 1355) с отколешния съперник на Венеция – Генуа.
Андреа Дандоло е и автор на хроника за Четвъртия кръстоносен поход, засягаща участието и ролята в него на неговия предшественик Енрико Дандоло. Андреа е приятел на Петрарка, който пише за него, че е „човек справедлив, честен, изпълнен с плам и любов към страната си, ерудиран, красноречив, мъдър и човечен“, той също така е голям покровител на изкуството. Реформира законодателството на Венеция като обнародва през 1346 г. кодекс със законите в републиката.